# Heinrich von Pitreich

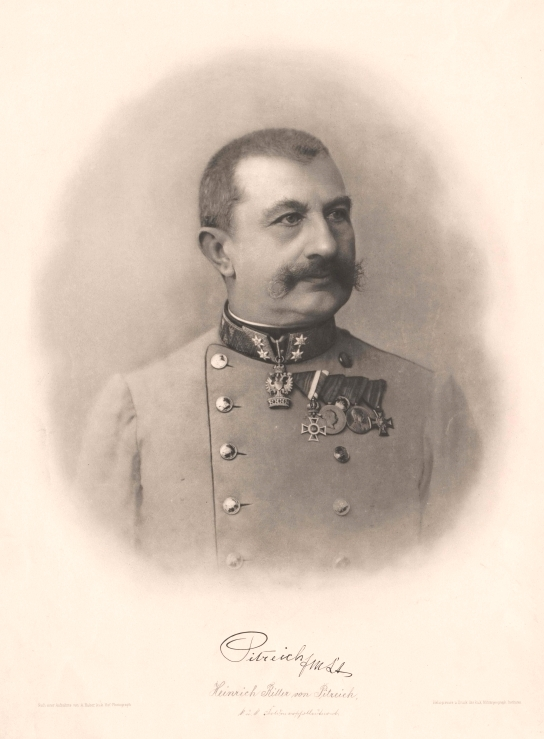
Heinrich von Pitreich, Photographie von Anton Huber (um 1905)

Heinrich Freiherr von Pitreich (* 10. November 1841 in Laibach; † 13. Januar 1920 in Wien) war ein General in der gemeinsamen Armee Österreich-Ungarns und Reichskriegsminister von Österreich-Ungarn. Er reformierte die Armee durch die Einführung von Maschinengewehren sowie durch die Forcierung der Umrüstung auf einen moderneren Artilleriepark. Während seiner Amtszeit gab es schwere Unruhen, die durch einen Befehl Kaiser Franz Josefs zur Vereinheitlichung der Streitkräfte hervorgerufen wurden. Durch seine Einstellung für Zugeständnisse an die Ungarn, wie z. B. ungarisch als Sprache vor einem Militärgericht, geriet er in Konflikt mit dem designierten Thronfolger Erzherzog Franz Ferdinand. Dies führte zu seiner Entlassung und der Einsetzung von Conrad von Hötzendorf als neuen Chef des Generalstabes der gemeinsamen Armee.

## Leben

### Familie
Heinrich von Pitreichs Urgroßvater war Dr. jur. Michael Edler von Pitreich (1710–75, geadelt 1765), Landmann von Kärnten, Hof- und Schrannenavokat in Graz, Salzburg und Seckau, Konsistorialrat sowie ab 1769 Dekan der Universität Graz. Der Großvater, Josef (1751–1809, Ernennung zum Ritter 1791), war Landmann von Steiermark und Hofrat der Obersten Justizstelle. Sein Vater, Vinzenz Ritter von Pitreich (1798–1869), war sowohl k.u.k. Hofrat des Obersten Gerichtshofs als auch Abgeordneter des Kärntner Landtags. Seine Mutter war Marie geb. Steiner, Edle von Steinberg (1814–84). Auch seine Brüder Anton und August bekleideten hohe Ämter bei Militärgerichtshof und Oberlandesgericht, seine Söhne Hugo und Maximilian waren ebenfalls ranghohe Offiziere.

### Militärische Laufbahn
Heinrich von Pitreich wurde 1859 als Leutnant an der Genieakademie zu Klosterbruck bei Znaim ausgemustert. Ab 1866 war er als Generalstabsoffizier im Truppengeneralstab und bei den Verteidigungs-Instandsetzungsarbeiten der Festungen Krakau und Lemberg in Verwendung. 1871 wurde er zum Hauptmann im Generalstab befördert, 1876 im Operationsbüro des Generalstabs eingeteilt (1878 Major, 1882 Oberstleutnant). 1883 übernahm Pitreich die Leitung der 5. Generalstabsabteilung im k.u.k. Kriegsministerium. 1885 folgte die Beförderung zum Oberst und 1890 zum Vorstand des Präsidialbureaus im Kriegsministerium und 1891 zum Generalmajor.
Dann kehrte Heinrich von Pitreich zur Truppe zurück, wurde Kommandant der 24. Truppendivision in Przemyśl und 1895 Feldmarschallleutnant. Seit 1896 fungierte er als Stellvertreter des Generalstabschefs Feldzeugmeister Freiherr Friedrich von Beck-Rzikowsky (* 1830; † 1920). In dieser Zeit erfolgten die militärischen Vorgespräche über den Dreibund zwischen dem Deutschen Kaiserreich, Österreich-Ungarn und dem Königreich Italien. Zu seinen Aufgaben zählten u. a. die Planung von Manövern der berittenen Truppengattungen und des Exerzierreglements für die Fußtruppen.
Am 19. Dezember 1902 erfolgte die Ernennung zum Reichskriegsminister; in diesem Amt folgte er dem Freiherrn Edmund von Krieghammer nach. Im Jahre 1903 beantragte er ein neues Exerzierreglement, das vom Kaiser bewilligt wurde, und ordnete für Offiziere die Kenntnis der jeweiligen Landessprachen an.
Pitreich führte Maschinengewehre in der k.u.k. Armee ein und forcierte die Umrüstung auf einen modernen Artilleriepark. 1903 wurde er Oberstinhaber des Infanterieregiments Nr. 63.
In seine Amtszeit fiel eine schwere Krise mit Ungarn, das seit dem Ausgleich 1867 auf die Teilung des gemeinsamen Heeres hinarbeitete. Nach neuerlichen diesbezüglichen Vorstößen reagierte der Monarch am 16. September 1903 mit dem Armeebefehl aus dem Manöverort Chlopy in Galizien, in dem er zum Missmut magyarischer Exponenten das gemeinsame und einheitliche Heer bekräftigte.
(Im Generalstab waren bereits Planungen für einen Truppeneinsatz gegen Budapest ausgearbeitet worden).
Pitreich bekräftigte zwar im Sinne seines Monarchen die deutsche Kommandosprache, trat aber auf anderen Gebieten für Entgegenkommen gegenüber Ungarn ein wie z. B. bessere Aufstiegschancen für ungarische Staatsbürger; er hätte auch gegen die Verwendung der ungarischen Sprache vor Militärgerichten keinen Einwand gehabt. Damit geriet er in Widerspruch zu Erzherzog Thronfolger Franz Ferdinand, der jedes Entgegenkommen gegenüber den Magyaren ablehnte, und musste am 23. Oktober 1906 demissionieren; im gleichen Herbst gelang es dem Thronfolger, auch Generalstabschef Beck zu demontieren.
Als Pensionist verteidigte Pitreich in Denkschriften seine Absichten und schrieb in der Neuen Freien Presse Beiträge über Militärfragen. Am 13. Jänner 1920 starb Heinrich Freiherr von Pitreich in Wien. Er wurde am Wiener Zentralfriedhof bestattet.

## Auszeichnungen
- Großkreuz des k.u. Sankt Stephans-Ordens
- Großkreuz des Österreichisch-kaiserlichen Leopold-Ordens
- Ritter II. Klasse des Ordens der Eisernen Krone
- Kriegsmedaille
- Militär-Jubiläumskreuz

## Werke
- Die Einheit der österreichisch-ungarischen Armee : militar-politische Betrachtung eines alten Soldaten. Aus dem Ungarischen, C. W. Stern, Wien 1905
- Meine Beziehungen zu den Armeeforderungen Ungarns. Verbunden mit der Betrachtung dermaliger internationaler Situation, Braumüller, Wien 1911
- Entgegnung auf den Festgruss des Professors Dr. Hermann Oncken zur Gedächtnisfeier an die Leipziger Schlacht. ("Neue Freie Presse" vom 17. Okt. 1913), Seidel, Wien 1913

## Das k.u.k. (ungarische) Infanterieregiment Freiherr von Pitreich Nr.63

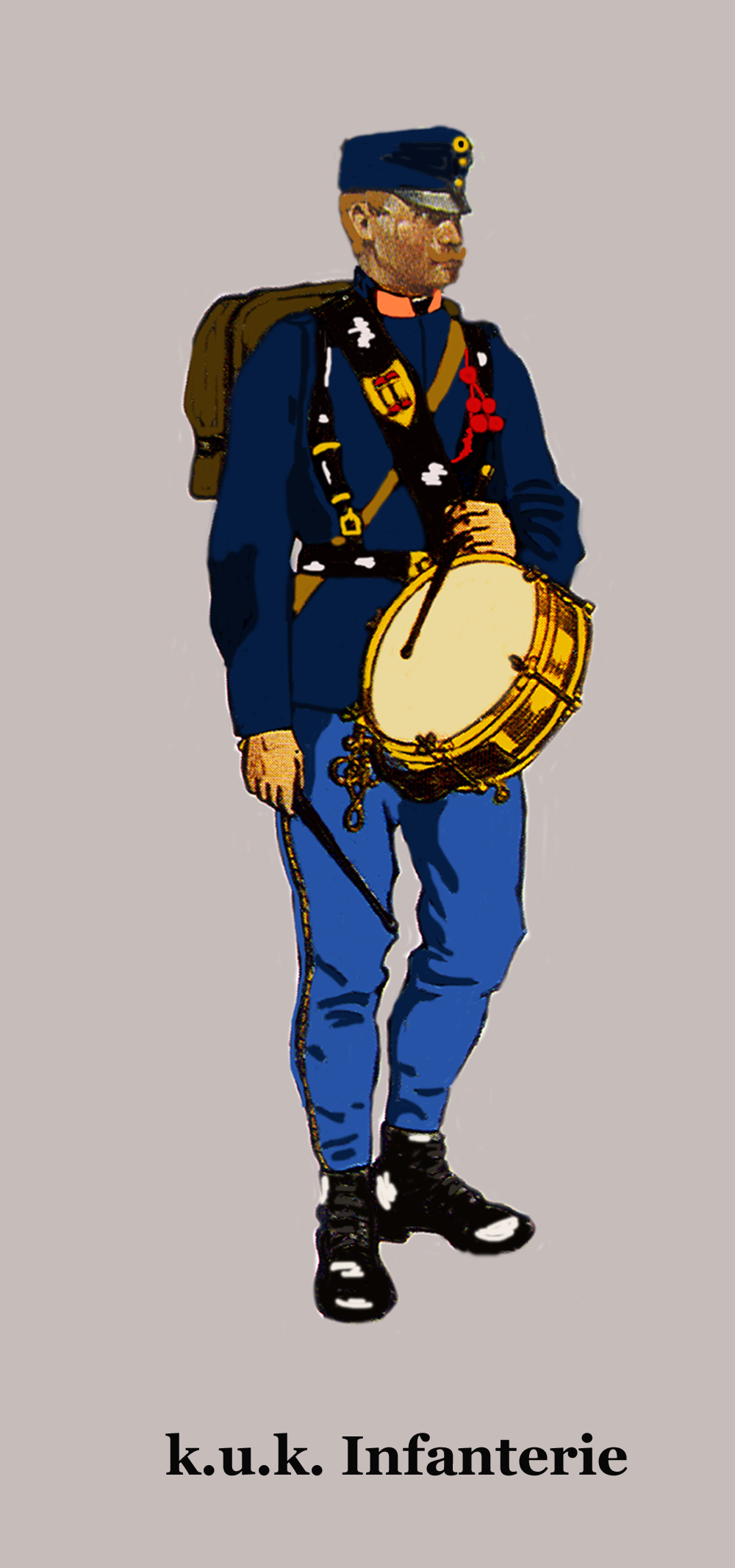
k.u.k. Infanterie-Tambour (ungarische Adjustierung)

Im Februar 1860 wurde in Innsbruck das neue Infanterieregiment Nr. 63 aufgestellt. Dazu wurden aus den weiterhin bestehenden Regimentern Nr. 41 das 3. und aus dem Regiment Nr. 62 das 2. und 3. Bataillon herausgelöst und zum neuen Regiment vereinigt. Schwerpunkt der Rekrutierung für die 63er war Siebenbürgen, damals Teil von Südungarn, heute zu Nordrumänien gehörend. Beim Ausbruch des Ersten Weltkrieges 1914 waren deshalb 73 % der Soldaten ethnische Rumänen, der Rest Siebenbürger Sachsen. Im Ersten Weltkrieg kämpfte das Regiment zuerst in Serbien unter dem Kommando der 2. österreichisch-ungarischen Armee, wobei das 1. Bataillon der 6. Armee unterstellt war, die nach Plan mit den Truppen der 2. Armee Österreich-Ungarns Serbien schnell besiegen sollte. Danach wurde das Regiment nach der Verlegung der Armee durch die Verlagerung des Operationsschwerpunktes in den Norden ab Ende August 1914 in Galizien an der Front gegen die russische Zarenarmee eingesetzt. Während dieser Zeit beteiligte sich das Regiment an dem Rückzug in die Karpaten und nach Schlesien und an der folgenden Gegenoffensive im Jahr 1915. Als im Jahr 1916 die russische Brussilow-Offensive anlief, musste der Großteil der österreichischen und deutschen Truppen Einbrüche nach Westen verzeichnen, das Regiment konnte aber mit dem XII. Armeekorps seine Stellung halten. Später wurde es nach Südtirol verlegt, wo es genau rechtzeitig zur Teilnahme an der zehnten Isonzoschlacht ankam. Nach dem Ende der 11. und Isonzoschlacht sowie dem Ende der Piave-Schlachten im Juni 1918 wurde das Regiment der Reserve der österreichisch-ungarischen Isonzoarmee unter Generaloberst von Wurms unterstellt.
Oberstinhaber war seit März 1903 bis zur Auflösung des Regiments im November 1918 der Feldmarschallleutnant Heinrich Freiherr von Pitreich.
Daten des Regiments
- Errichtet: 1860
- Unterstellt: 35. Infanterie-Truppendivision – XII. Armeekorps -
- Nationalitäten: 73 % Rumänen – 27 % Sonstige
- Ergänzungsbezirk: Bistritz
- Garnison: Stab, II.,III.,IV. Bataillon: Bistritz – I. Bataillon: Mostar
- Ungarische Uniform – Egalisierungsfarbe: orangegelb – Knöpfe: Silber